# العلاقات السويدية الكورية الشمالية
العلاقات السويدية الكورية الشمالية هي العلاقات الثنائية التي تجمع بين السويد وكوريا الشمالية.

## مقارنة بين البلدين
هذه مقارنة عامة ومرجعية للدولتين:
| وجه المقارنة                                              | السويد                                                                               | كوريا الشمالية                        |
| --------------------------------------------------------- | ------------------------------------------------------------------------------------ | ------------------------------------- |
| المساحة (كم2)                                             | 450.30 ألف                                                                           | 120.54 ألف                            |
| عدد السكان (نسمة)                                         | 10.16 مليون                                                                          | 25.49 مليون                           |
| الكثافة السكانية (ن./كم²)                                 | 22.56                                                                                | 211.47                                |
| العاصمة                                                   | ستوكهولم                                                                             | بيونغيانغ                             |
| اللغة الرسمية                                             | اللغة السويدية، لغات السامي، اللغة الفنلندية، منكيلي، اللغة الرومنية، اللغة اليديشية | لغة كوريا الشمالية القياسية ‏          |
| العملة                                                    | كرونة سويدية                                                                         | وون كوري شمالي                        |
| الناتج المحلي الإجمالي (بليون دولار)                      | 538.04 مليار                                                                         |                                       |
| الناتج المحلي الإجمالي (تعادل القوة الشرائية) بليون دولار | 469.01 مليار                                                                         |                                       |
| الناتج المحلي الإجمالي الاسمي للفرد دولار أمريكي          | 50.58 ألف                                                                            |                                       |
| الناتج المحلي الإجمالي للفرد دولار أمريكي                 | 45.30 ألف                                                                            |                                       |
| مؤشر التنمية البشرية                                      | 0.907                                                                                |                                       |
| رمز المكالمات الدولي                                      | +46                                                                                  | +850                                  |
| رمز الإنترنت                                              | .se                                                                                  | .kp                                   |
| المنطقة الزمنية                                           | توقيت وسط أوروبا، ت ع م+01:00، ت ع م+02:00، أوروبا/ستوكهولم ‏                         | ت ع م+08:30، ت ع م+08:30، ت ع م+09:00 |

## منظمات دولية مشتركة
يشترك البلدان في عضوية مجموعة من المنظمات الدولية، منها:
| علم المنظمة | اسم المنظمة                   | تاريخ انضمام السويد | تاريخ انضمام كوريا الشمالية |
| ----------- | ----------------------------- | ------------------- | --------------------------- |
|             | يونسكو                        | 23 يناير 1950       | 18 أكتوبر 1974              |
|             | الاتحاد البريدي العالمي       | ?                   | ?                           |
|             | الاتحاد الدولي للاتصالات      | 1866                | ?                           |
|             | الأمم المتحدة                 | 19 نوفمبر 1946      | 17 سبتمبر 1991              |
|             | المنظمة الهيدروغرافية الدولية | ?                   | ?                           |

## وصلات خارجية
- موقع وزارة الخارجية السويدية
- موقع وزارة الخارجية الكورية الشمالية